# Emil Kläger

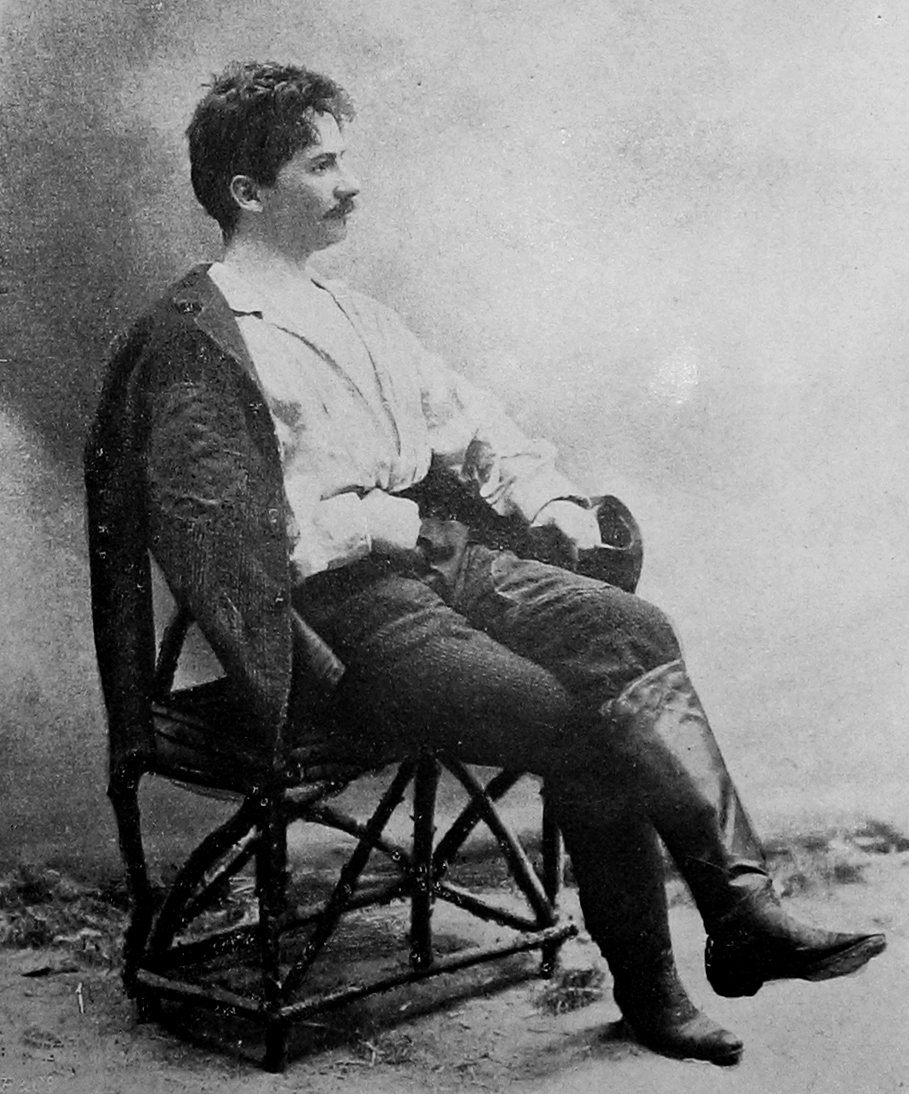
Porträtfoto Emil Klägers von Hermann Drawe

Emil Kläger (* 10. Oktober 1880 in Wiznitz, Bukowina; † 2. Juni 1936 in Wien) war ein österreichischer Journalist.

## Leben und Wirken
Kläger arbeitete als Feuilletonist und Gerichtsberichterstatter für das Neue Wiener Journal und die Neue Freie Presse. Bekannt wurde er unter anderem für seine ausführlichen und detaillierten Sozialreportagen über Obdachlose und Strotter und deren Leben in der Wiener Kanalisation, auf der Straße und in den überfüllten Wärmestuben. In dem aufsehenerregenden, da anhaltspunktlosen, Mordprozess gegen den Fotografen Philipp Halsmann in Wien war er einer der prominenten journalistischen Fürsprecher Halsmanns.
Gemeinsam mit dem Gerichtssekretär und Fotografen Hermann Drawe machte er sich 1904, zwei Jahre nach Max Winter, vorsichtshalber mit Schlagring und Revolver bewaffnet, auf die Suche nach den „Verstoßenen der Großstadt“, deren menschenunwürdiges Dasein sie dokumentieren wollten. Zu diesem Zweck begaben sie sich zunächst in einen der beiden Hauptsammelkanäle, die beidseitig entlang des Donaukanals verliefen.
Er konnte das Vertrauen einiger der Strotter und Obdachlosen der Wiener Kanalisation gewinnen, was die Grundvoraussetzung für seine Reportagen und Texte war, welche zu den ersten empirischen Systematiken dieses Jahrhunderts zum Thema Wohnungslosigkeit zählen, da er durch sein detailgetreu dokumentiertes und qualitativ-methodisches Vorgehen auch zentrale forschungspraktische Problematiken aufdeckte. Mit diesem Vorgehen setzte er Standards, die auch für neuere qualitativen Studien zum Thema Wohnungslosigkeit noch von Bedeutung sind.
Von seinen Erkenntnissen berichtete er von 1904 bis 1908 in Lichtbilder-Vorträgen, die aufgrund des großen Interesses über 300 Mal wiederholt wurden und rund 60.000 Besucher verzeichneten, an der Wiener Urania. Später wurde auch ein auf Klägers Reportagen basierender Spielfilm mit dem Titel Durch die Quartiere des Elends und Verbrechens produziert, der am 25. Juni 1920 in die Wiener Kinos kam. 1908 erschien auch ein gleichnamiges Buch mit der für solche Themen vergleichsweise hohen Erstauflage von 10.000 Stück. Dieses wurde über die Stadtgrenzen hinaus bekannt und auch ins Russische und Französische übersetzt. Das Buch beeinflusste sogar die Neugestaltung des Strafrechts im Jahre 1912. Er berichtet darin unter anderem auch über „Quartiere im Wienkanal“, von welchen er die „Zwingburg“ unter dem Wiener Schwarzenbergplatz als besonders herausragend bezeichnete. Der Name rührte nicht zuletzt daher, dass sie nur durch ein Brett, welches über einen Kanal gelegt werden musste und jederzeit eingezogen werden konnte, zu erreichen war. So konnte selbst die Polizei von ihrem Eindringen abgehalten werden. Zudem verfügte die „Zwingburg“ über mehrere „Ausgänge“ – sprich: Kanäle.
Ebenfalls von Kläger ausführlich begutachtet wurde das in dieser Zeit neu errichtete Männerwohnheim in der Meldemannstraße in der Brigittenau in Wien, wo später auch der obdachlose Hitler Unterkunft fand. Er lobte die Küche als „gutbürgerlich“ und „lockend billig“. Ein „tüchtiger Schweinsbraten“ kostete nur 19 Kreuzer und ein komplettes Mittagsmahl war laut Kläger schon um 23 Kreuzer, eine Suppe mit Einlage um 4 Kreuzer zu erhalten.

## Werke
- Durch die Wiener Quartiere des Elends und Verbrechens: ein Wanderbuch aus dem Jenseits. K. Mitschke, Wien 1908 (179 S., mit einem Vorwort von Friedrich Umlauft), Digitalisat; Faksimile-Ausgabe hrsg. und mit einem Nachwort versehen von Ernst Grabovszki. danzig & unfried, Wien 2011 (300 S.).
- Legenden und Märchen unserer Zeit. A. Wolf, Leipzig 1917 (135 S.)
- Von Kleidern und Liebe: Gespräche, Briefe und Geschichten. A.Wolf, Leipzig 1917 (91 S.)
- Das Menschenschutzgesetz: Aufruf und Entwurf. Manz, Wien 1935 (78 S.)